# Meg Johnson
Meg Johnson (n. secolul al XX-lea, Ames⁠(d), Iowa, SUA) este lector și poetă americană. Poeziile ei au apărut în numeroase reviste literare, printre care Midwestern Gothic, revista Slipstream, Word Riot, Hobart și multe altele. Prima ei colecție de poezii, Inapproprie Sleepover, a fost lansată în 2014, iar cea de-a doua colecție, The Crimes of Clara Turlington, în decembrie 2015. Este, de asemenea, actualul editor al jurnalului de poezie Dressing Room.

## Viață și educație
Johnson s-a născut și a crescut în Ames, Iowa. I-a plăcut dansul de copil, iar în liceu a scris poezii.  Tot în liceu a dansat în departamentul de dans al Universității de Stat din Iowa, iar mai târziu a studiat dansul la Columbia College Chicago și la Universitatea din Iowa. Johnson a părăsit colegiul devreme pentru a urmări o carieră profesională în dans. În cele din urmă a devenit dansatoare principală la Kanopy Dance Company, compania rezidentă a Overture Center for the Arts din Madison, Wisconsin. În cei șase ani petrecuți la Kanopy, Johnson s-a întors la școală, urmând Madison College și Edgewood College. Acolo, a fost convinsă să înceapă să studieze scrierea.   A continuat la Universitatea din Akron, unde a intrat și a finalizat programul Master of Fine Arts din Nord - Estul Ohio (NEOMFA) în scriere creativă în 2014.

## Carieră
În calitate de dansatoare la Kanopy Dance Company, Johnson a preluat numeroase roluri și a realizat coregrafia propriilor sale dansuri. A devenit o dansatoare principală a companiei la jumătatea stagiului. De asemenea, a fost profesoară de dans la Școala Kanopy pentru dans contemporan și coregrafie.
Johnson a început să trimită poezii revistelor literare în 2009 și a publicat primul ei poem într-un număr din 2009 al revistei Slipstream. Încă din 2010, Johnson și-a interpretat activitatea scrisă în cadrul lecturilor de poezie din zona Madison. Poeziile ei au fost acceptate la publicații precum Slipstream Magazine, Asinine Poetry, Pacific Coast Journal și Edgewood Review.
În 2011, Johnson a devenit asistent didactic la Universitatea din Akron, unde a studiat poezia. De asemenea, a fost redactorul de poezie al Revistei Rubbertop. A devenit candidata NEOMFA la Universitatea din Akron în același an. La finalul anului 2012, poezia ei apăruse în publicații precum Midwestern Gothic, SOFTBLOW, Rufous City Review, Alice Wicked, Smoking Glue Gun și multe altele.
Teza originală a lui Johnson pentru programul NEOMFA a fost preluată de National Poetry Review Press în 2013. Această colecție de poezii, Sleepover inadecvat, a fost lansată în 2014 de editor. După terminarea programului NEOMFA în 2014, Johnson a devenit lector de engleză la Iowa State University. Cea de-a doua carte a sa, The Crimes of Clara Turlington, urma să fie lansată în decembrie 2015 de presa „Vine Leaves Literary Journal”.  Johnson este, de asemenea, redactorul actual al Dressing Room Poetry Journal.

## Stil de scriere
Johnson scrie cel mai adesea în versuri libere pe teme care, în general, se învârt în jurul feminității și al valorificării corpurilor feminine. Scrisul ei a fost descris ca fiind „sarcastic” și „vulnerabil”, deoarece discută și critică normele culturale americane și așteptările sociale ale femeilor. De asemenea, poeziile ei fac referiri frecvente către cultura pop și către figuri proeminente precum: Marilyn Monroe, Betty Boop, Justin Bieber și Victoria's Secret.  Johnson a declarat că se inspiră din poeții Gurlesque precum Chelsey Minnis și Mary Biddinger.

## Recunoaștere și premii
Johnson a câștigat premiul Colecției Vignette din 2015 de la Vine Leaves Literary Journal pentru cartea ei, The Crimes of Clara Turlington. Premiul a constat în publicarea cărții sale și o recompensă în bani. Cartea ei, Inappropriate Sleepover, a fost, de asemenea, nominalizată la Premiul Național pentru Literatură al Revistei de Poezie a Revistei. Poezia ei, „Free Samples” a fost nominalizată la „Best of the Net” în 2010.

## Lucrări
- Inappropriate Sleepover (2014, National Poetry Review Press)
- Crimele lui Clara Turlington (2015, Vine Leaves Literary Journal)